# Spered hollvedel
Pistes de E Dulenn
Délivrance
Spered hollvedel (« Esprit universel ») est l'arrangement d'une chanson traditionnelle bretonne par Alan Stivell. La musique provient d'un air accompagnant les cantiques, dont celui pour Sainte Marie de Rostrenen (Itron Varia Rostren) et pour Sainte Anne par Jeff Le Penven (Kantig Santez Anna).

## Présentation
La mélodie, qui pourrait provenir du Vannetais (pays de Vannes) et dater du XIVe siècle, a été utilisée pour plusieurs cantiques et aussi pour certains passages de la messe. Le texte du cantique de Rostrenen ne date lui que du début du XXe siècle. Il existe un cantique comme consécration à la Vierge Marie sous le titre Sellet Gwerhiez Vari (en vannetais).
L'arrangement d'Alan Stivell, présent sur l'album live E Dulenn, se divise en deux parties : après l'ouverture par l'orgue arrive la puissance de la bombarde sur la basse bien marquée puis les solos de guitare électrique sur les nappes de synthétiseur et la batterie qui accompagne le tout. La fin du morceau est continue car elle s'enchaîne avec la chanson suivante, Délivrance.
Stivell lui ajoute des paroles en 1993 lors de la réinterprétation de ses chansons des années 1970 sur l'album Again. Dan Ar Braz est à nouveau présent pour les solos de guitare électrique.

## Autres adaptations populaires
En 1979-1980, la Symphonie celtique : Tír na nÓg d'Alan Stivell comporte une partie intitulée Gouel hollvedel (« Fête universelle »). Le titre peut être interprété en parallèle avec « Esprit universel », en comparant l'idée de distraction terrestre et d’évasion spirituelle.
En 1995, la compagnie américaine Revels enregistre une version proche de celle d'Alan Stivell pour l'album Christmas Day in the Morning. En 1998 la Maîtrise de Bretagne réalise un enregistrement du cantique pour le livre-disque Kanennou ar feiz. En 2002, Shantalla, groupe d'origine irlando-écossaise, intègre dans ce titre d'autres musiques et l'enregistre sur l'album Seven evenings, seven mornings. En 2007 le guitariste breton Jacques Pellen joue le thème dans son album Lament for the Children. En 2008, la harpiste d'origine tunisienne Eve McTelenn reprend le morceau parmi ceux qu'elle a découvert depuis l'écoute de Renaissance de la harpe celtique, pour l'intégrer au CD Eternal Harp. En 2012, Spered Hollvedel ouvre les spectacles de la tournée de la harpiste Loreena McKennitt, jouée par ses musiciens, après lequel elle enchaîne par Morrison's Jig,.